# Liste der denkmalgeschützten Objekte in Lhota u Kamenných Žehrovic
Grundlage dieser Liste der denkmalgeschützten Objekte in Lhota u Kamenných Žehrovic ist die ÚSKP-Liste (Ústřední seznam kulturních památek České republiky, deutsch Zentrale Liste der Kulturdenkmäler der Tschechischen Republik), die von der tschechischen Denkmalschutzbehörde NPÚ (Národní památkový ústav, deutsch Nationale Denkmalbehörde) seit 1987 geführt wird und an die seit dem Jahr 1850 geschaffenen Listen anschließt.

## Denkmalgeschützte Objekte nach Ortsteilen
| Lage                                                                                     | Objekt       | Beschreibung | ÚSKP-Nr.                  | Bild |
| ---------------------------------------------------------------------------------------- | ------------ | --- | ------------------------- | ---- |
| Lhota, Lánská Wildgehege (Standort)                                                      | Burg Schanze | Befestigte Siedlung – Festung Schanze, archäologische Spuren. Das System der Erdbefestigungen im Láner Wildgehege stammt wahrscheinlich aus mehreren Epochen. Ein Hügel umgeben von einem Wall und einer Doppelbefestigung auf seiner Spitze. Die Befestigungen stammen wahrscheinlich aus der Hallstattzeit.                                             | 20598/2-703 Info Katalog  | BW   |
| Lhota, im Wald westlich der Ortschaft, im Gebiet Gnaden-Hügel (Spanilá hůrka) (Standort) | Hügelgrab    | Hügelgrab, archäologische Spuren. Der Wall des prähistorischen Grabhügels ist auf der Geländefläche gut sichtbar. Er befindet sich in einem großen Wald südöstlich des Zilina-Hügels. In den 1920er Jahren wurden hier ein Bronzeschwert, eine Amphore, ein Hammer und einige Keramikscherben ausgegraben. Sie werden heute im Nationalmuseum aufbewahrt. | 20124/2-4056 Info Katalog | BW   |